# Khalid Al Attar Tower 2
Khalid Al Attar Tower 2 ist der Name eines 294 Meter hohen Wolkenkratzers in Dubai. Der Bau des Hochhauses begann im Jahr 2004 und wurde 2010 abgeschlossen. Im Januar 2010 wurde die Endhöhe erreicht. Der Khalid Al Attar Tower besitzt 66 Stockwerke, welche vorwiegend als Hotel dienen. Insgesamt existieren 413 Hotelapartments in dem Gebäude. Der Turm ist momentan das 21-höchste Gebäude Dubais. Der Architekt Adnan Saffarini plante den Turm. Die Adresse lautet 56 Sheikh Zayed Road.